# Barry Seal: American Traffic
Pour les articles homonymes, voir American Made.
Pour plus de détails, voir Fiche technique et Distribution.
Barry Seal: American Traffic ou Fabriqué en Amérique au Québec (American Made) est un thriller américain réalisé par Doug Liman, sorti en 2017.
Le film s'inspire de la vie du trafiquant de drogues et d'armes américain Barry Seal.
Le film se déroule à la fin des années 1970. Barry Seal, un ancien pilote de la TWA, devient un trafiquant de drogue tout en travaillant pour la CIA. Il est ensuite recruté par la DEA afin de lui fournir des renseignements, notamment sur le cartel de Medellín. Barry tente par ailleurs de mener sa vie de famille avec sa femme Lucy et leurs enfants, notamment à Mena.

## Synopsis
En 1978, le pilote de Baton Rouge Barry Seal, qui pilote des jets commerciaux pour TWA, est recruté par un agent de la CIA se faisant appeler Monty Schafer. Il demande à Seal, qui a introduit en contrebande des cigares cubains dans le pays via le Canada, d'effectuer des missions de reconnaissance clandestines pour la CIA au-dessus de l'Amérique centrale à l'aide d'un petit bimoteur rapide Piper Smith Aerostar 600, équipé de caméras de surveillance aérienne sophistiquées. Seal dit à sa femme, Lucy, qu'il est toujours avec TWA.
Dans les années 1980, Schafer demande à Seal de commencer à servir de courrier entre la CIA et le général Noriega au Panama. Au cours d'une mission, le cartel de Medellín récupère Seal et lui demande de livrer de la cocaïne lors de ses vols de retour vers les États-Unis. Seal accepte et commence à transporter la cocaïne du cartel vers la Louisiane, livrant la drogue par largage aérien dans la campagne au lieu d'atterrir dans un aéroport. La CIA ferme les yeux sur le trafic de drogue, mais la DEA traque Seal. Pour éviter les autorités, Seal et sa famille doivent déménager dans la ville reculée de Mena, Arkansas, et sa femme en vient à accepter la richesse générée par sa nouvelle vie. La petite ville devient progressivement riche en tant que plaque tournante du trafic de cocaïne aux États-Unis.
Plus tard, Schafer demande à Seal de fournir des armes aux Contras nicaraguayens basés au Honduras. Seal se rend compte que les Contras ne sont pas sérieux au sujet de la guerre et veulent juste s'enrichir et il commence à échanger les armes avec le cartel. La CIA met en place une base d'entraînement Contra à Mena et Seal fait voler les Contras, mais beaucoup d'entre eux s'échappent dès leur arrivée.
Seal gagne tellement d'argent qu'il l'enterre dans des valises dans le jardin. Le beau-frère de Seal, JB, emménage, ayant besoin d'un emploi. Finalement, il commence à voler de l'argent aux Seal et est arrêté après que le shérif Joe Downing l'a attrapé avec une mallette pleine d'argent blanchi. Avec JB en liberté sous caution, Seal lui donne de l'argent et un billet d'avion pour Bora Bora et lui conseille de se perdre pour sa sécurité. JB demande de l'argent chaque semaine et insulte Lucy. Alors que Barry le poursuit, JB est tué dans sa voiture par une bombe placée par le cartel de Medellín, qui avait auparavant promis de "s'occuper" du problème de JB.
Le FBI a bientôt vent de l'exubérance soudaine dans les rues de Mena, non aidé par les dépenses imprudentes de JB, et finalement, la CIA arrête le programme et abandonne Seal, qui est arrêté simultanément par le FBI, la DEA, l'ATF et la police d'État de l'Arkansas. Seal échappe aux poursuites en concluant un accord avec la Maison-Blanche, qui veut des preuves que les sandinistes sont des trafiquants de drogue. Ils demandent à Seal d'obtenir des photos qui lient le cartel de Medellín aux sandinistes nicaraguayens. Seal parvient à obtenir les photos, mais la Maison-Blanche les publie comme propagande contre les sandinistes. Seal est mis en évidence sur les images, ce qui conduit à son inculpation par le procureur général de l'État en croisade et au cartel qui prépare sa vengeance.
Seal est reconnu coupable mais condamné à seulement 1 000 heures de travaux d'intérêt général. Se déplaçant de motel en motel en réalisant des enregistrements vidéo de ses expériences, Seal craint une explosion chaque fois qu'il démarre sa voiture. Comme son service communautaire est effectué dans le même bâtiment que l'Armée du Salut tous les soirs, Seal ne peut pas se cacher du cartel et est abattu par des assassins. La CIA détruit toutes les preuves les reliant à Seal. Après la mort de Seal, la CIA continue la contrebande, utilisant à la place l'Iran pour fournir des armes aux Contras, comme proposé par Schafer.
Le film se termine avec la promotion de Schafer pour son idée, bien qu'elle soit bientôt découverte par le public avec des journalistes interrogeant le président Reagan et le vice-président Bush sur le scandale. Lucy et ses enfants retournent à Baton Rouge, où on la voit travailler avec satisfaction dans la restauration rapide. L'un de ses bijoux coûteux est visible sur son poignet.

## Fiche technique
Sauf indication contraire, les informations mentionnées dans cette section peuvent être confirmées par la base de données cinématographiques IMDb,  présente dans la section « Liens externes ».
- Titre original : American Made
- Titre français : Barry Seal: American Traffic
- Titre québécois : Fabriqué en Amérique
- Titre de travail : Mena
- Réalisation : Doug Liman
- Scénario : Gary Spinelli
- Direction artistique : Kelley Burney
- Décors : Dan Weil
- Costumes : Jenny Gering
- Photographie : César Charlone - Ratio:1,85:1
- Montage : Dylan Tichenor
- Musique : Christophe Beck
- Production : Doug Davison, Brian Grazer, Ron Howard, Brian Oliver et Tyler Thompson

Producteurs délégués : Ray Angelic, Michael Bassick, Jean-Luc De Fanti, Terry Dougas, Michael Finley, Paris Kasidokostas Latsis, Kim Roth, Lauren Selig et Christopher Woodrow
- Sociétés de production : Cross Creek Pictures, Imagine Entertainment, Quadrant Pictures et Vendian Entertainment
- Sociétés de distribution : Universal Pictures (États-Unis) ; Universal Pictures International France (France)
- Budget : 50 000 000 $
- Pays d'origine : États-Unis
- Langue originale : anglais
- Genre : thriller et biopic
- Durée : 115 minutes
- Dates de sortie[2] :
  -  France : 13 septembre 2017
  -  États-Unis : 29 septembre 2017

## Distribution
- Tom Cruise (VF : Jean-Philippe Puymartin ; VQ : Gilbert Lachance) : Barry Seal
- Sarah Wright (VF : Valérie Decobert ; VQ : Catherine Bonneau) : Lucy Seal
- Domhnall Gleeson (VF : Gilduin Tissier ; VQ : Alexandre Fortin) : Monty Schafer
- Jayma Mays (VF : Julie Turin ; VQ : Catherine Proulx-Lemay) : Dana Sibota
- Jesse Plemons (VF : Hervé Caffin ; VQ : Martin Desgagné) : le shérif Downing
- Lola Kirke (VF : Marie Chevalot ; VQ : Manon Arsenault) : Judy Downing
- Caleb Landry Jones (VF : Gauthier Battoue ; VQ : Nicolas Bacon) : JB, le frère de Lucy
- Connor Trinneer : George W. Bush
- Benito Martinez (VF : Stéphane Bazin ; VQ : Bruno Marcil) : James Rangel
- Jed Rees (en) : Louis Finkle
- Mike Pniewski : Willie
- Mauricio Mejía (es) (VQ : Sébastien Dhavernas) : Pablo Escobar
- Robert Farrior (VQ : Thiéry Dubé) : Lieutenant-colonel Oliver North
- Morgan Hinkleman (VQ : Alice Déry) : Christina Seal
- Alberto Ospino : Manuel Noriega
- Alejandro Edda (VF : Benjamin Penamaria ; VQ : Manuel Tadros) : Jorge Ochoa
- E. Roger Mitchell (VQ : Marc-André Bélanger) : Craig McCall

 Source et légende : version québécoise (VQ) sur Doublage.qc.ca

## Production

### Genèse et développement
En 2012, le producteur Doug Davison est la recherche de nouvelles idées de scénario. Il rencontre le scénariste Gary Spinelli. Ce dernier lui propose quelques ébauches mais aucune n'enthousiasme le producteur. Le scénariste mentionne alors un projet sur lequel il travaille. Après avoir vu Argo (Ben Affleck, 2012), il s'est penché sur un scandale survenu à la même période et impliquant également la CIA. Après des recherches, il découvre alors l’existence de Barry Seal, présenté comme un personnage fascinant et très marquant par tous ceux l'ayant rencontré. Doug Davison explique : 

« Gary a commencé à me décrire en substance l’histoire de Barry et le déroulement de ses aventures. L’homme n’était pas juste un trafiquant, c’était un mari et un père de famille aimant qui menait une double vie. Le genre d’histoire que j’avais clairement envie de raconter »

.
Ron Howard est un temps attaché au poste de réalisateur, avant qu'il ne revienne à Doug Liman. Le propre père du réalisateur, Arthur L. Liman, a participé à l’enquête sur l'affaire Iran-Contra dans les années 1980 :

« C'est effectivement un film personnel, mais pas forcément dans ce sens-là. C’est surtout que le personnage de Barry Seal me parle beaucoup, à travers son histoire et ses prises de risques quelles que soient les conséquences. Il a vécu une vie extravagante et scandaleuse, en dehors des règles, sans s’inquiéter de ce qu’on pensait de lui. C’est finalement cet aspect du personnage qui me parle le plus. [...] Ce film parle d’une époque scandaleuse de l’histoire américaine à travers le point de vue d’un pilote engagé par la CIA, mais j’ai aussi pu avoir le point de vue gouvernemental sur cette histoire — un point de vue à l’exact opposé de « la chaîne alimentaire » — à travers le travail de mon père à Washington sur les enquêtes autour de l’affaire Iran-Contra. »

L'équipe du film a pu compter sur la participation de la femme de Barry Seal, Debbie. La productrice Kim Roth l'a rencontrée afin d'obtenir sa bénédiction et pour recueillir ses souvenirs et ses réflexions. Debbie Seal a alors partagé bon nombre de photos et de vidéos.

### Attribution des rôles
Doug Liman avait déjà dirigé Tom Cruise pour le film de science-fiction Edge of Tomorrow (2014).
L'acteur colombien Mauricio Mejía incarne ici Pablo Escobar et l'a déjà fait dans la série télévisée El Chapo (2017) et dans un épisode de La viuda negra (2014).

### Tournage
Le tournage du film a commencé le 27 mai 2015 dans l'État de Géorgie, dans les comtés de Cherokee, Clayton, DeKalb, Fulton, Gwinnett, Morgan et Pickens.
À partir de la mi-août 2015, le tournage se poursuit en Colombie, à Medellín et à Santa Marta. En plus d'y tourner des scènes se déroulant en Colombie, le pays sert de décors à des scènes censées se dérouler au Panama, au Nicaragua et au Costa Rica, comme l'explique Doug Liman : « Nous avons trouvé des pistes d’atterrissage et des environnements qui correspondaient exactement à ceux que nous recherchions pour illustrer ces pays. Nous avons parcouru la Colombie en long en large et en travers à bord d’une armada de petits avions ».
Tom Cruise a lui-même piloté les avions durant le tournage, comme le raconte Doug Liman : « Tom a accompli lui-même toutes les scènes de vol, il a même acheminé un de nos avions jusqu’en Colombie. Ce sont de petits appareils, et on pourrait se dire : tu parles d’un coup ! Mais c’est justement le genre d’avions que Barry pilotait. Il faisait des vols de 10 heures dans de petits coucous. Barry partait avec des réserves de carburant, Tom a lui fait des escales pour se ravitailler. Pas moi, j’ai pris un vol Delta ! »
Un accident d'avion s'est produit pendant le tournage en Colombie le 11 septembre 2015 et a causé la mort de deux personnes ainsi que des blessures graves à une autre. L'avion (un bimoteur Piper Aerostar) qui transportait les membres d'équipage (deux pilotes américains et un Colombien), revenait à l'aéroport Enrique Olaya Herrera de Medellín quand il a rencontré une zone de mauvais temps qui a causé l'accident.

### Musique
La musique originale du film est composée par Christophe Beck. Il avait déjà travaillé avec Doug Liman pour Edge of Tomorrow (2014). L'album contient par ailleurs des chansons des années 1970-1980, comme A Fifth of Beethoven (en) de Walter Murphy & The Big Apple Band qui reprend des éléments de la Symphonie nº 5 de Ludwig van Beethoven.
| Liste des titres | Liste des titres                | Liste des titres                               | Liste des titres | Liste des titres | Liste des titres | Liste des titres | Liste des titres | Liste des titres | Liste des titres |
| No               | Titre                           | Interprètes                                    | Durée            |                  |                  |                  |                  |                  |                  |
| ---------------- | ------------------------------- | ---------------------------------------------- | ---------------- | ---------------- | ---------------- | ---------------- | ---------------- | ---------------- | ---------------- |
| 1.               | A Fifth of Beethoven            | Walter Murphy & The Big Apple Band             | 3:04             |                  |                  |                  |                  |                  |                  |
| 2.               | One Way Out                     | The Allman Brothers Band                       | 4:57             |                  |                  |                  |                  |                  |                  |
| 3.               | Blue Bayou                      | Linda Ronstadt                                 | 3:53             |                  |                  |                  |                  |                  |                  |
| 4.               | Seguro Lo Hara Otro             | John Ever Villa                                | 3:22             |                  |                  |                  |                  |                  |                  |
| 5.               | Black Widow Blues               | Townes Van Zandt                               | 2:23             |                  |                  |                  |                  |                  |                  |
| 6.               | Hooked On Classics (Part 1 & 2) | Louis Clark & The Royal Philharmonic Orchestra | 5:07             |                  |                  |                  |                  |                  |                  |
| 7.               | I Don't Need You                | The Troyes                                     | 2:08             |                  |                  |                  |                  |                  |                  |
| 8.               | Loud n' Restless                | Loosely Tight                                  | 4:20             |                  |                  |                  |                  |                  |                  |
| 9.               | What Makes A Good Man?          | The Heavy                                      | 3:48             |                  |                  |                  |                  |                  |                  |
| 10.              | What Now?                       | Christophe Beck                                | 2:03             |                  |                  |                  |                  |                  |                  |
| 11.              | Sandanistas y Reagan            | Christophe Beck                                | 1:06             |                  |                  |                  |                  |                  |                  |
| 12.              | Heading to the States           | Christophe Beck                                | 2:44             |                  |                  |                  |                  |                  |                  |
| 38:55            |                                 |                                                |                  |                  |                  |                  |                  |                  |                  |

## Accueil

### Critique
Le film reçoit des critiques globalement positives. Sur l'agrégateur américain Rotten Tomatoes, il obtient 87 % d'opinions favorables pour 182 critiques et une note moyenne de 6,9⁄10. Sur Metacritic, il décroche une moyenne de 65⁄100, pour 49 critiques.
En France, les critiques sont partagées. Sur le site Allociné, qui recense 27 titres de presse, le film obtient une moyenne de 2,8⁄5. Du côté des avis positifs, Caroline Vié de 20 Minutes le décrit comme « un film d'aventures réjouissant ». Pour Emmanuelle Spadacenta de Cinemateaser « Doug Liman fait de cette histoire vraie un film sacrément malin ». Jean Serroy du Dauphiné Libéré souligne quant à lui la prestation de Tom Cruise « qu’on retrouve dans un rôle plus ambigu que ceux qu’il tient d’ordinaire et qui met suffisamment de dérision dans son jeu pour rafler la mise », tout comme Catherine Balle du Parisien : « Tom Cruise nous régale. Sourire carnassier de benêt rusé comme un singe, l'acteur de 55 ans pousse des petits cris stridents. Rappelant parfois son interprétation démente de gourou exalté dans Magnolia ». Dans Les Fiches du cinéma, Michael Ghennam écrit notamment « Une histoire en forme d’écrin pour Tom Cruise, dont Doug Liman canalise l’énergie, pour la mettre au service d’une tragicomédie cocasse, amorale et survitaminée ». Christophe Narbonne du magazine Première écrit quant à lui « Barry Seal: American Traffic confond parfois vitesse et précipitation, négligeant ici et là quelques personnages secondaires et sacrifiant parfois l’émotion sur l’autel du rythme. L’insolence retrouvée de Tom Cruise, mise en valeur par les choix de Liman, éclipse cependant toutes nos réserves – mineures ».
Du côté des critiques négatives, Josué Morel du site Critikat.com déplore qu'il « faut attendre la fin de l’épopée de Barry Seal [...] pour qu’un plan parvienne à frapper à peu ». Dans Le Monde, Thomas Sotinel pense que le ton comique et la désinvolture choisis par le réalisateur « suscite un certain malaise, au regard du bilan humain de ces années-là ». Cyril Béghin des Cahiers du cinéma déplore que le « le résultat reste plat et attendu, comme les filtres vintage ou les chansons d’époque dont Doug Liman surcharge son film ». Dans L'Humanité, Vincent Ostria écrit notamment « À l’arrivée, on a l’impression de n’avoir rien vu, à part Cruise hilare, qui parade comme un petit fou avec son zinc. Du vent. »

### Box-office
Le film sort en France et en Europe mi-septembre 2017 et fin septembre aux États-Unis et au Canada. Le film connait un bon démarrage pour son premier week-end d'exploitation nord-américaine avec 17,01 millions de dollars de recettes, un lancement légèrement supérieur à celui de Jack Reacher (2012), autre film avec Tom Cruise qui avait rapporté 15,2 millions de dollars.
| Pays ou région    | Box-office      | Date d'arrêt du box-office | Nombre de semaines |
| ----------------- | --------------- | -------------------------- | ------------------ |
| États-Unis Canada | 51 342 000 $    | 14 décembre 2017           | 11                 |
| France            | 660 368 entrées | 31 octobre 2017            | 7                  |
| Total mondial     | 134 866 593 $   | 14 décembre 2017           | 11                 |